# Epilobium atlanticum
Epilobium atlanticum là một loài thực vật có hoa trong họ Anh thảo chiều. Loài này được Litard. & Maire mô tả khoa học đầu tiên năm 1930.